# NBA All-Star Weekend 1995
Il torneo di pallacanestro NBA All-Star Weekend 1995, svoltosi a Phoenix, vide la vittoria finale della Western Conference sulla Eastern Conference per 139 a 112.
Mitch Richmond, dei Sacramento Kings, fu nominato MVP della partita. Harold Miner, dei Miami Heat, si aggiudicò l'NBA Slam Dunk Contest. Glen Rice, dei Miami Heat vinse l'NBA Three-point Shootout.
L'NBA Rookie Challenge venne vinto dalla squadra denominata Squadra bianca sulla Squadra verde per 83 a 79. MVP della partita fu Eddie Jones dei Los Angeles Lakers.

## Sabato

### NBA Rookie Challenge

#### Squadra verde
| Squadra verde  |                    |     |     |     |     |     |     |     |    |
| Giocatore      | Squadra            | MIN | FGM | FGA | FTM | FTA | RIM | AST | PT |
| Brian Grant    | Sacramento Kings   | 17  | 3   | 6   | 3   | 4   | 6   | 0   | 9  |
| Juwan Howard   | Washington Bullets | 26  | 6   | 11  | 2   | 2   | 7   | 7   | 14 |
| Sharone Wright | Philadelphia 76ers | 15  | 3   | 6   | 0   | 0   | 2   | 0   | 6  |
| Eddie Jones    | Los Angeles Lakers | 29  | 9   | 20  | 3   | 3   | 1   | 4   | 25 |
| Jason Kidd     | Dallas Mavericks   | 17  | 2   | 4   | 0   | 0   | 4   | 5   | 4  |
| Jalen Rose     | Denver Nuggets     | 21  | 4   | 8   | 2   | 2   | 3   | 6   | 12 |
| Anthony Tucker | Washington Bullets | 16  | 0   | 5   | 0   | 0   | 4   | 0   | 0  |
| Michael Smith  | Sacramento Kings   | 14  | 4   | 6   | 1   | 3   | 2   | 0   | 9  |
| Totale         |                    | 155 | 31  | 66  | 11  | 14  | 29  | 22  | 79 |
| All. Al Attles |                    |     |     |     |     |     |     |     |    |

MIN: minuti. FGM: tiri dal campo riusciti. FGA: tiri dal campo tentati. FTM: tiri liberi riusciti. FTA: tiri liberi tentati. RIM: rimbalzi. AST: assist. PT: punti

#### Squadra bianca
| Squadra bianca          |                        |     |     |     |     |     |     |     |    |
| Giocatore               | Squadra                | MIN | FGM | FGA | FTM | FTA | RIM | AST | PT |
| Glenn Robinson          | Milwaukee Bucks        | 26  | 8   | 17  | 3   | 3   | 4   | 3   | 21 |
| Lamond Murray           | Los Angeles Clippers   | 19  | 6   | 11  | 2   | 2   | 9   | 5   | 15 |
| Eric Montross           | Boston Celtics         | 23  | 3   | 5   | 0   | 0   | 4   | 0   | 6  |
| Wesley Person           | Phoenix Suns           | 26  | 5   | 9   | 2   | 2   | 2   | 4   | 13 |
| Khalid Reeves           | Miami Heat             | 25  | 4   | 7   | 3   | 4   | 3   | 11  | 11 |
| Clifford Rozier         | Golden State Warriors  | 8   | 2   | 3   | 0   | 0   | 2   | 0   | 4  |
| Donyell Marshall        | Minnesota Timberwolves | 17  | 4   | 7   | 3   | 4   | 5   | 2   | 11 |
| Trevor Ruffin           | Phoenix Suns           | 11  | 0   | 4   | 2   | 4   | 0   | 1   | 2  |
| Totale                  |                        | 155 | 32  | 63  | 15  | 19  | 29  | 26  | 83 |
| All. Cotton Fitzsimmons |                        |     |     |     |     |     |     |     |    |

MIN: minuti. FGM: tiri dal campo riusciti. FGA: tiri dal campo tentati. FTM: tiri liberi riusciti. FTA: tiri liberi tentati. RIM: rimbalzi. AST: assist. PT: punti

### Slam Dunk Contest
| Giocatore                    | Primo turno | Finale |
| ---------------------------- | ----------- | ------ |
| Harold Miner (Miami)         | 49,2        | 46,0   |
| Isaiah Rider (Minnesota)     | 44,6        | 34,0   |
| Jamie Watson (Utah)          | 40,4        | 26,0   |
| Antonio Harvey (L.A. Lakers) | 35,2        |        |
| Tim Perry (Philadelphia)     | 31,0        |        |
| Tony Dumas (Dallas)          | 15,0        |        |

### Three-point Shootout
- Scott Burrell, Charlotte Hornets
- Steve Kerr, Chicago Bulls
- Reggie Miller, Indiana Pacers
- Dana Barros, Philadelphia 76ers

- Chuck Person, San Antonio Spurs
- Glen Rice, Miami Heat
- Nick Anderson, Orlando Magic
- Dan Majerle, Phoenix Suns

in grassetto è indicato il vincitore

## Domenica

### All-Star Game - Squadre

#### Western Conference
| Western Conference |                       |             |             |             |             |             |             |             |             |
| Giocatore          | Squadra               | MIN         | FGM         | FGA         | FTM         | FTA         | RIM         | AST         | PT          |
| Charles Barkley    | Phoenix Suns          | 23          | 7           | 12          | 0           | 0           | 9           | 2           | 15          |
| Shawn Kemp         | Seattle SuperSonics   | 23          | 4           | 6           | 5           | 6           | 2           | 2           | 13          |
| Hakeem Olajuwon    | Houston Rockets       | 25          | 6           | 13          | 0           | 2           | 11          | 1           | 13          |
| Dan Majerle        | Phoenix Suns          | 20          | 4           | 12          | 0           | 0           | 5           | 3           | 10          |
| Latrell Sprewell   | Golden State Warriors | 22          | 4           | 9           | 1           | 1           | 4           | 4           | 9           |
| Gary Payton        | Seattle SuperSonics   | 23          | 3           | 10          | 0           | 0           | 5           | 15          | 6           |
| Mitch Richmond     | Sacramento Kings      | 22          | 10          | 13          | 0           | 0           | 4           | 2           | 23          |
| David Robinson     | San Antonio Spurs     | 14          | 3           | 5           | 4           | 6           | 3           | 2           | 10          |
| Detlef Schrempf    | Seattle SuperSonics   | 18          | 4           | 11          | 0           | 0           | 4           | 5           | 9           |
| Dikembe Mutombo    | Denver Nuggets        | 20          | 6           | 8           | 0           | 0           | 8           | 1           | 12          |
| Karl Malone        | Utah Jazz             | 16          | 6           | 6           | 3           | 4           | 3           | 1           | 15          |
| John Stockton      | Utah Jazz             | 14          | 2           | 6           | 0           | 0           | 1           | 6           | 4           |
| Cedric Ceballos    | Los Angeles Lakers    | infortunato | infortunato | infortunato | infortunato | infortunato | infortunato | infortunato | infortunato |
| Totale             |                       | 240         | 59          | 111         | 13          | 19          | 59          | 44          | 139         |
| All. Paul Westphal | Phoenix Suns          |             |             |             |             |             |             |             |             |

MIN: minuti. FGM: tiri dal campo riusciti. FGA: tiri dal campo tentati. FTM: tiri liberi riusciti. FTA: tiri liberi tentati. RIM: rimbalzi. AST: assist. PT: punti

#### Eastern Conference
| Eastern Conference |                     |     |     |     |     |     |     |     |     |
| Giocatore          | Squadra             | MIN | FGM | FGA | FTM | FTA | RIM | AST | PT  |
| Grant Hill         | Detroit Pistons     | 20  | 5   | 8   | 0   | 0   | 0   | 3   | 10  |
| Scottie Pippen     | Chicago Bulls       | 30  | 5   | 15  | 0   | 0   | 7   | 3   | 12  |
| Shaquille O'Neal   | Orlando Magic       | 26  | 9   | 16  | 4   | 7   | 7   | 1   | 22  |
| Anfernee Hardaway  | Orlando Magic       | 31  | 4   | 9   | 4   | 6   | 5   | 11  | 12  |
| Reggie Miller      | Indiana Pacers      | 23  | 3   | 9   | 0   | 0   | 0   | 2   | 9   |
| Joe Dumars         | Detroit Pistons     | 21  | 5   | 8   | 0   | 0   | 0   | 6   | 11  |
| Patrick Ewing      | New York Knicks     | 22  | 4   | 7   | 2   | 2   | 3   | 1   | 10  |
| Dana Barros        | Philadelphia 76ers  | 11  | 2   | 5   | 0   | 0   | 1   | 3   | 5   |
| Larry Johnson      | Charlotte Hornets   | 20  | 2   | 3   | 2   | 2   | 4   | 2   | 7   |
| Alonzo Mourning    | Charlotte Hornets   | 19  | 4   | 9   | 2   | 3   | 8   | 1   | 10  |
| Vin Baker          | Milwaukee Bucks     | 11  | 0   | 2   | 2   | 4   | 2   | 0   | 2   |
| Tyrone Hill        | Cleveland Cavaliers | 6   | 1   | 1   | 0   | 0   | 4   | 0   | 2   |
| Totale             |                     | 240 | 44  | 92  | 16  | 28  | 41  | 33  | 112 |
| All. Brian Hill    | Orlando Magic       |     |     |     |     |     |     |     |     |

MIN: minuti. FGM: tiri dal campo riusciti. FGA: tiri dal campo tentati. FTM: tiri liberi riusciti. FTA: tiri liberi tentati. RIM: rimbalzi. AST: assist. PT: punti